# Caracol Televisión
«Caracol Televisión» (широко известный как Caracol, аббревиатура от Cadena Radial Colombiana; ранее известный как Canal Caracol) — колумбийская наземная телевизионная сеть, принадлежащая Grupo Valorem.
Это одна из ведущих частных телекомпаний в Колумбии, наряду с Canal RCN и Canal 1. Сеть распространяет и производит более 5000 программ и транслируется более чем в 80 странах.

## История
Caracol Televisión как известно сегодня, начало формироваться в 1954 году, когда Организация Radiodifusora Caracol предложила Национальному телевидению (позже превратилась в Inravisión, сегодня Общественная медиа-система RTVC) формулу для поддержания своей деятельности посредством концессии определённых программирование пространства для коммерческой эксплуатации. В то время руководители Фернандо Лондоньо Энао, Каэтано Бетанкур, Карлос Санз де Сантамария, Педро Навиас и Герман Монтойя начали поднимать возможность создания первой телевизионной станции, известной в Колумбии в качестве программиста. Год спустя, в 1955 году, эта идея была принята, и было решено поделиться правами с Национальным радиовещателем, таким образом, появился TVC (Televisión Comercial Limitada).
В 1967 году Национальный институт радио и телевидения Inravisión, получивший тендер на программиста-программиста, 45 часов программирования в неделю.
В сентябре 1969 года программист TVC был преобразован в Caracol Televisión S.A., с основной целью маркетинга и производства телевизионных программ.
В 1972 году родился Campeones de la Risa, позже известный как Sábados Felices, юмористическая программа, направленная Альфонсо Лизаразо до конца 90-х годов и продолжающаяся в воздухе.
В 1987 году группа Santo Domingo Group (сегодня Valorem) приобрела контрольный пакет акций и начала модернизацию на технологическом и административном уровне.
Во время тендера, который был отмечен телевизионными пятнами между 1992 и 1997 годами, компания стала одним из крупнейших концессионеров, работающих в Cadena Uno. сегодня Canal Uno.
В разработке нового законодательства, разрешающего уступку частным операторам телевизионной службы, 24 ноября 1997 года Caracol Televisión получил одну из двух наград, которые в течение 10 лет выступали в качестве «национального канала частной деятельности» Национальный телевизионный орган (ANTV), другая лицензия назначается на RCN Televisión. Под председательством Мабель Гарсиа де Анхель был реализован план расширения, чтобы обеспечить, чтобы инфраструктура, которая способствовала получению десяти с половиной часов еженедельного программирования, достигнет потенциала для производства и имеет 18 часов в день общих программ в прямом эфире. по состоянию на июль 1998 года.
10 июня 1998 года канал начал вещание в качестве независимого канала с прямой трансляцией церемонии открытия Кубка мира по футболу во Франции и его постановками, когда он был ранее программистом. 10 июля того же года начались регулярные трансляции. Первоначально сигнал наблюдался в Богота, Медельине, Перейре, Манисалесе, Армении и Кали; затем она достигла большего количества мест в стране.

## Программирование

### Новости
- «Noticias Caracol»
- «Día a día»

### Журнал
- «La finca de hoy»

### Игровое шоу
- «Tu cara me suena (Colombia)»
- «Desafío»

### Мультфильмы
- «Пакман в мире привидений» (англ. Pac-Man and the Ghostly Adventures)
- «Симпсоны» (англ. The Simpsons)

### Журналистика
- «Séptimo día»
- «El Rastro»

### Варьете
- «Entre ojos»

### Телесериал
- «Tu voz estéreo» — 2006
- «Картель» (исп. El cartel de los sapos) — 2008
- «Без бюста нет рая» (исп. Sin tetas no hay paraíso) — 2008
- «Женщины на пределе» (исп. Mujeres al límite) — 2010
- «Ведьма» (исп. La bruja) — 2011
- «Bazurto» — 2012
- «Пабло Эскобар, хозяин злае» (исп. Escobar, el patrón del mal) — 2012
- «Голос свободы» (исп. La ronca de oro) — 2014
- «Завершающий выстрел» (исп. Tiro de gracia) — 2015
- «Esmeraldas» — 2015
- «La Reina del Flow» — 2018
- «Элиф» (тур. Elif)
- «Запретная любовь» (тур. Bihter, Amor prohibido)
- «Битва за Розы» (тур. Guerra de Pasiones)
- «Пилотный» (тур. La Piloto)
- «Повелитель небес» (исп. El señor de los cielos)

### Теленовеллы
- «Тайная страсть» (исп. Pasión de gavilanes) — 2003—2004
- «Зорро: Шпага и роза» (исп. Zorro, la espada y la rosa)
- «Новый богач, новый бедняк» (исп. Nuevo rico, nuevo pobre) — 2007—2008
- «Бермудес» (исп. Vecinos) — 2009
- «Красивая неудачница» (исп. Bella calamidades) — 2009—2010
- «Учитель английского» (исп. La Teacher de inglés) — 2011
- «Секретарь» (исп. El secretario) — 2011—2012
- «Рафаэль Ороско, кумир» ( исп. Rafael Orozco, el ídolo) — 2012—2013
- «Первая леди» (исп. Primera dama) — 2011—2012
- «Где, чёрт возьми, эта Уманья?» — 2012—2013
- «Ипохондричка» (исп. La hipocondríaca) — 2013
- «Свекровь» (исп. La suegra) — 2014
- «Черная вдова» (исп. La viuda negra) — 2014—2015

## Телеканалы
- Caracol
- Caracol HD2
- Novelas Caracol
- Caracol Internacional
- La Kalle HD

## Радиостанции
- Bluradio
- La Kalle